# Associatie van hazelaar en purperorchis
De associatie van hazelaar en purperorchis (Orchido-Cornetum) is een associatie uit het liguster-verbond (Berberidion vulgaris). Het is een plantengemeenschap die voorkomt op vochtige, ondiepe, kalkrijke bodems en die gekenmerkt worden door een hoog opgaande, doornige struiklaag met onder andere rode kornoelje, eenstijlige meidoorn, zuurbes en hazelaar, en een zeer goed ontwikkelde en diverse kruidlaag met talrijke orchideeënsoorten waaronder de purperorchis.
Deze associatie is in Nederland uiterst zeldzaam en in Vlaanderen zeldzaam.

## Naamgeving en codering
- Syntaxoncode voor Nederland (rVvN): r40Ac03
- BWK-karteringscode: sk

De wetenschappelijke naam Orchido-Cornetum is afgeleid van de botanische namen van twee diagnostische soorten van de associatie; dit zijn purperorchis (Orchis purpurea) en rode kornoelje (Cornus sanguinea).

## Fysiognomie
De associatie van hazelaar en purperorchis vormt een tamelijk hoog loofstruweel waarin zowel de boomlaag, de struiklaag als de kruidlaag goed ontwikkeld en zeer soortenrijk zijn. De kruidlaag telt talrijke orchideeën en bolgewassen. De struiken zijn dikwijls overwoekerd door lianen als de bosrank. Dwergstruiken, varens en hoge grassen zijn daarentegen zelden aanwezig. Ook een moslaag is meestal slechts beperkt aanwezig.

## Ecologie
De associatie van hazelaar en purperorchis komt voor op ondiepe, vochtige verweringsbodems op een kalksteen- of krijtsteenondergrond, rendzina of krijtvaaggronden genaamd. De standplaatsen zijn grondwateronafhankelijk. De bodem is maximaal 40 cm diep en zavelig.
Deze associatie komt in Vlaanderen en Nederland zowel voor op kapvlaktes als in bosranden.

### Ontstaan en successie
De associatie van hazelaar en purperorchis ontstaat in de regel na het kappen van het eiken-haagbeukenbos met purperorchis. Het kan alleen blijven bestaan bij een voortzetting van het hakhoutbeheer.
Bij gebrek aan dit beheer zal het struweel na verloop van lange tijd terugkeren naar het oorspronkelijke eiken-haagbeukenbos met purperorchis, waarbij eerst hondsroos en eenstijlige meidoorn gaan domineren, waarna er zich vervolgens bomen beginnen te vestigen, beginnende met gewone es en gewone esdoorn. Wordt echter de bodem kunstmatig verrijkt, dan zal het zich eerder ontwikkelen in de richting van de associatie van sleedoorn en eenstijlige meidoorn waarbij ook de hoge soortendiversiteit en de orchideeën verdwijnen.
Wordt het struweel intensiever gemaaid of begraasd, dan kan het evolueren naar een eveneens zeer divers kalkgrasland.

## Verspreiding
Het verspreidingsgebied van de associatie van hazelaar en purperorchis in Europa is slecht gekend. Het komt voor in Frankrijk, België, Nederland, Duitsland en mogelijk Zuid-Engeland, met als zwaartepunt Noordwest-Frankrijk.
In Nederland is ze uiterst zeldzaam en beperkt tot Zuid-Limburg.
Ook in Vlaanderen zijn deze struwelen zeldzaam; voorbeelden zijn bekend van de Voerstreek, in Hoegaarden (Haspengouw) en op de Tiendeberg in Kanne.

## Vegetatiezonering
In de vegetatiezonering vormt de associatie van hazelaar en purperorchis vaak contactgemeenschappen met het haagbeuken-verbond. Als zoom wordt de associatie van ruig hertshooi en koninginnekruid vaak aangetroffen.

## Diagnostische taxa voor Nederland en Vlaanderen

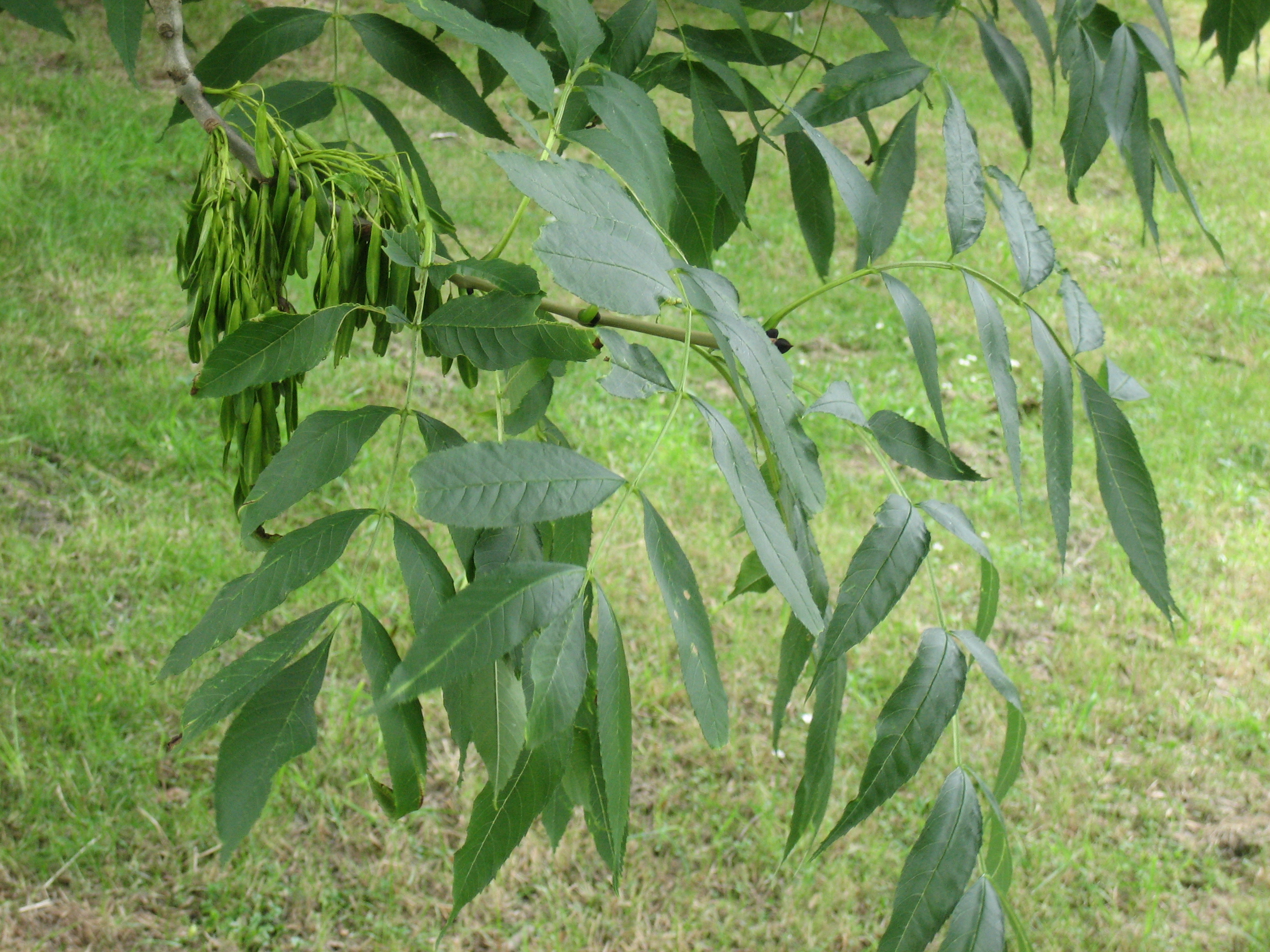
Gewone es

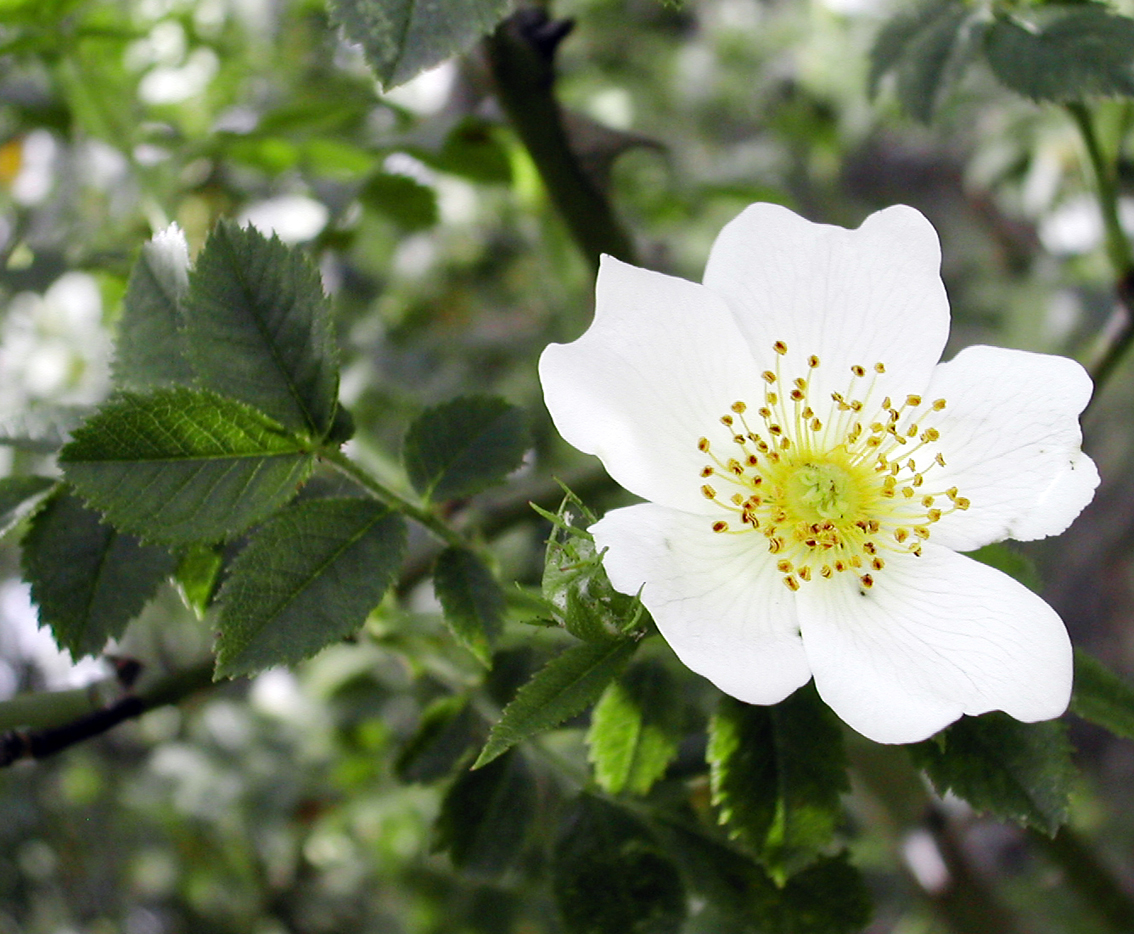
Bosroos

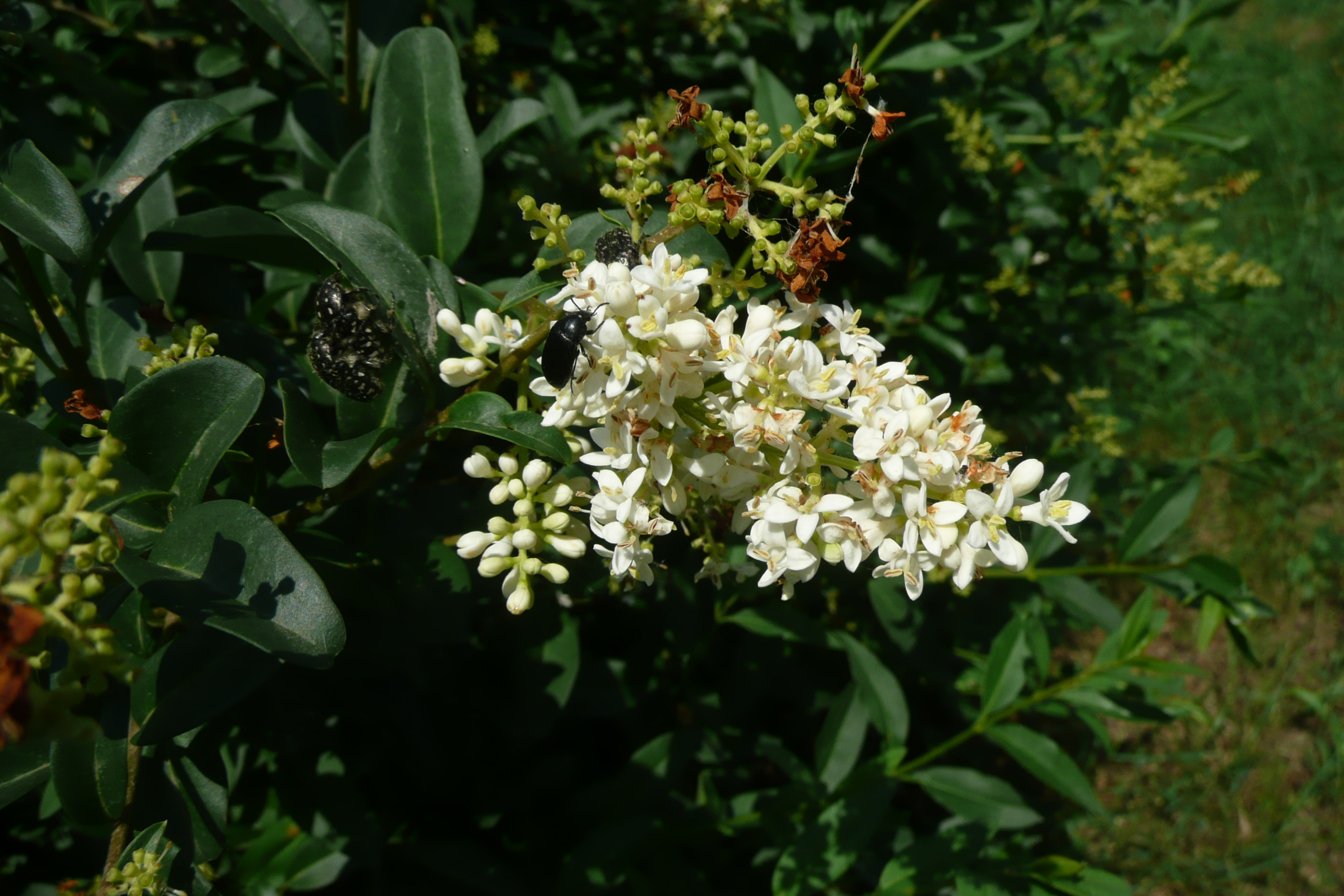
Wilde liguster

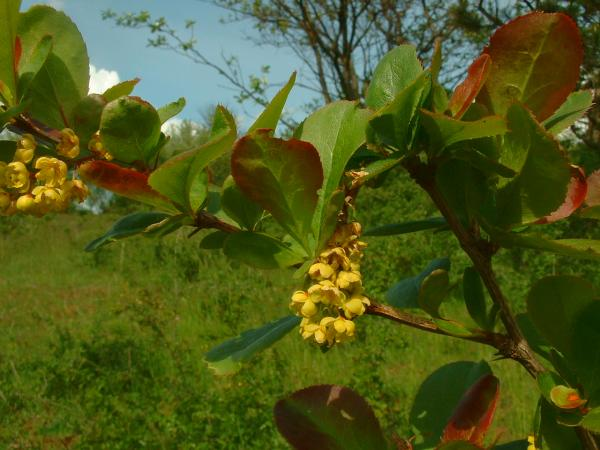
Zuurbes

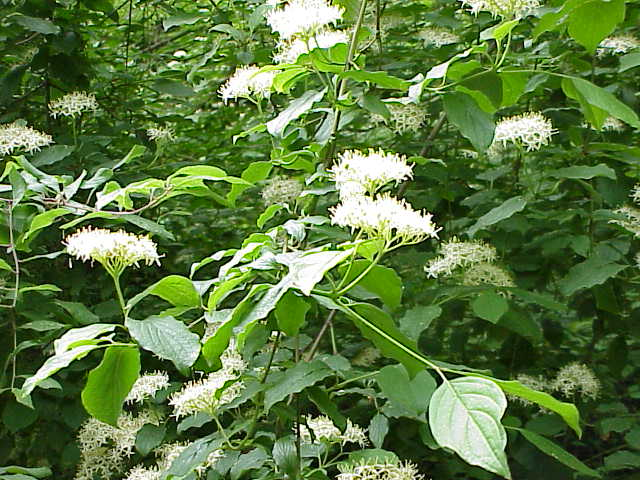
Rode kornoelje

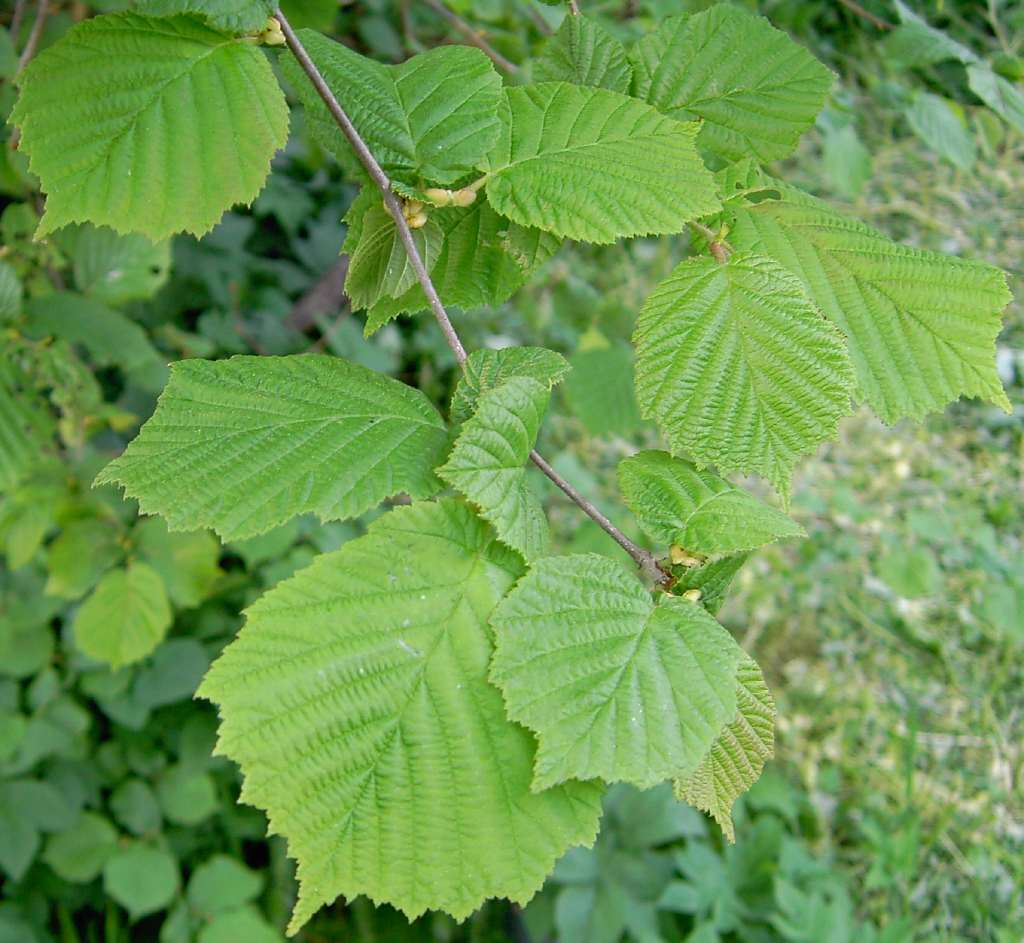
Hazelaar

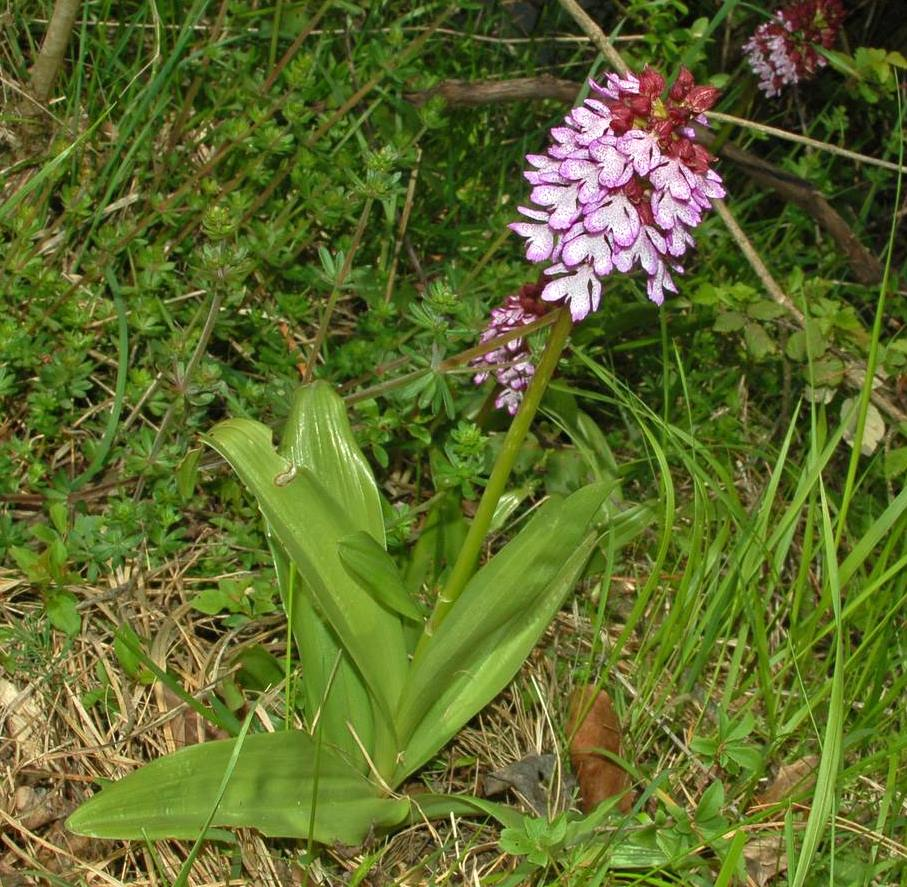
Purperorchis

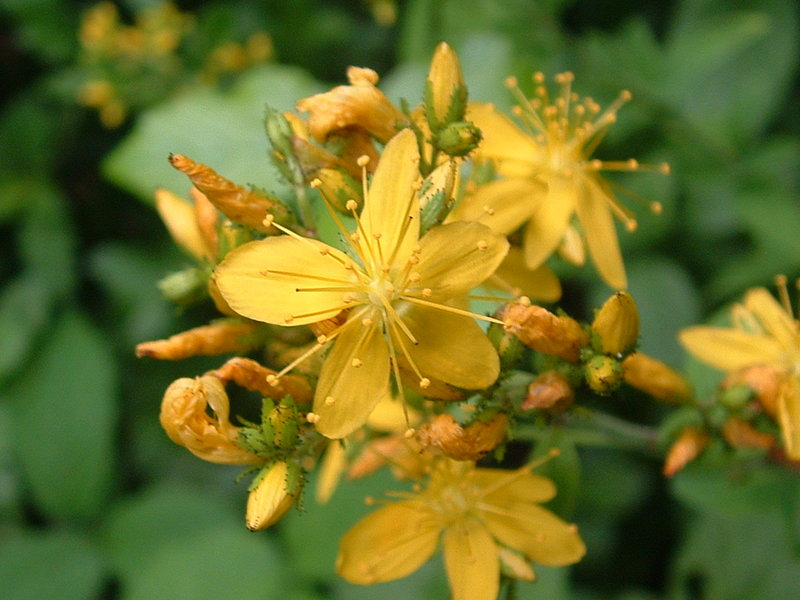
Ruig hertshooi

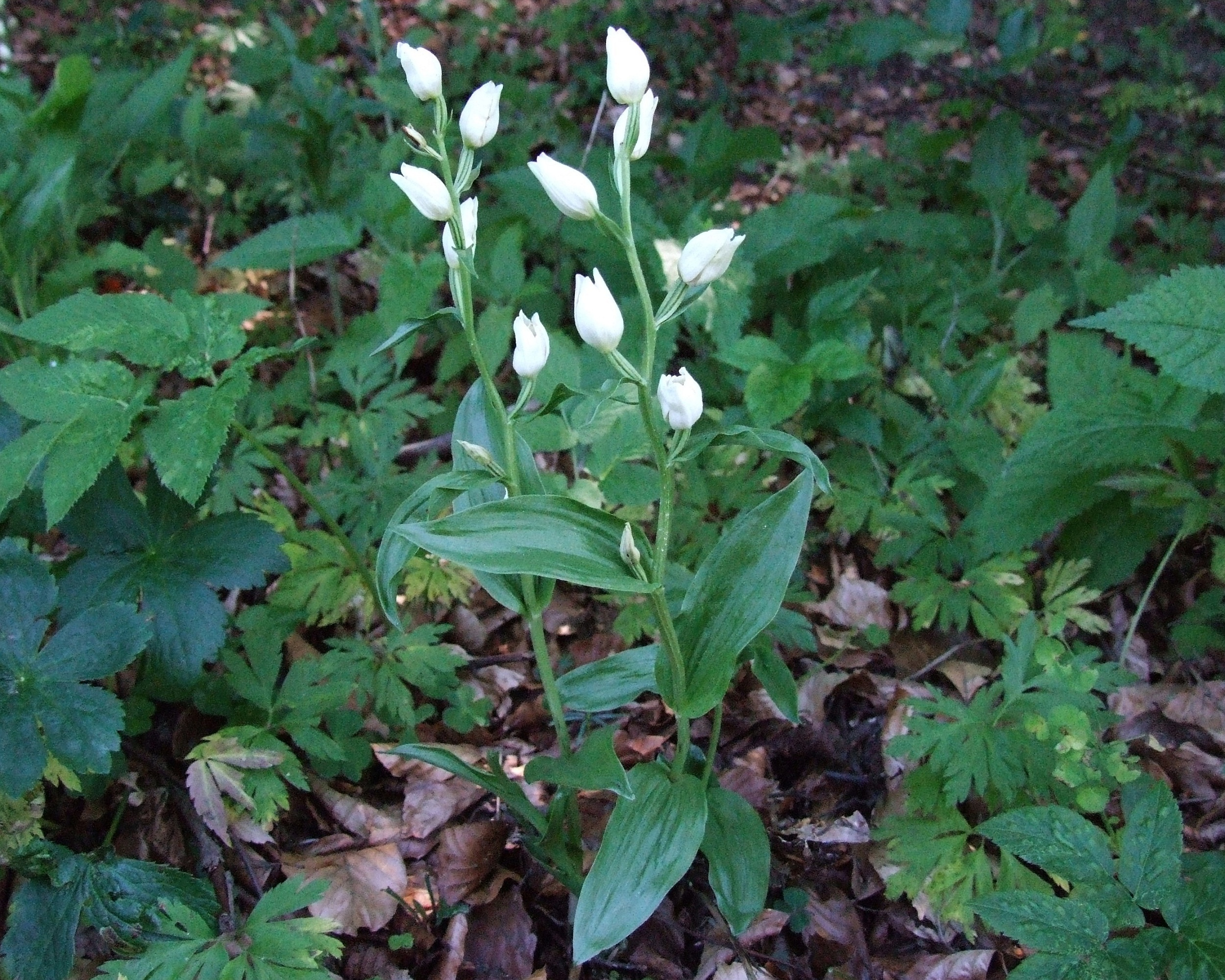
Bleek bosvogeltje

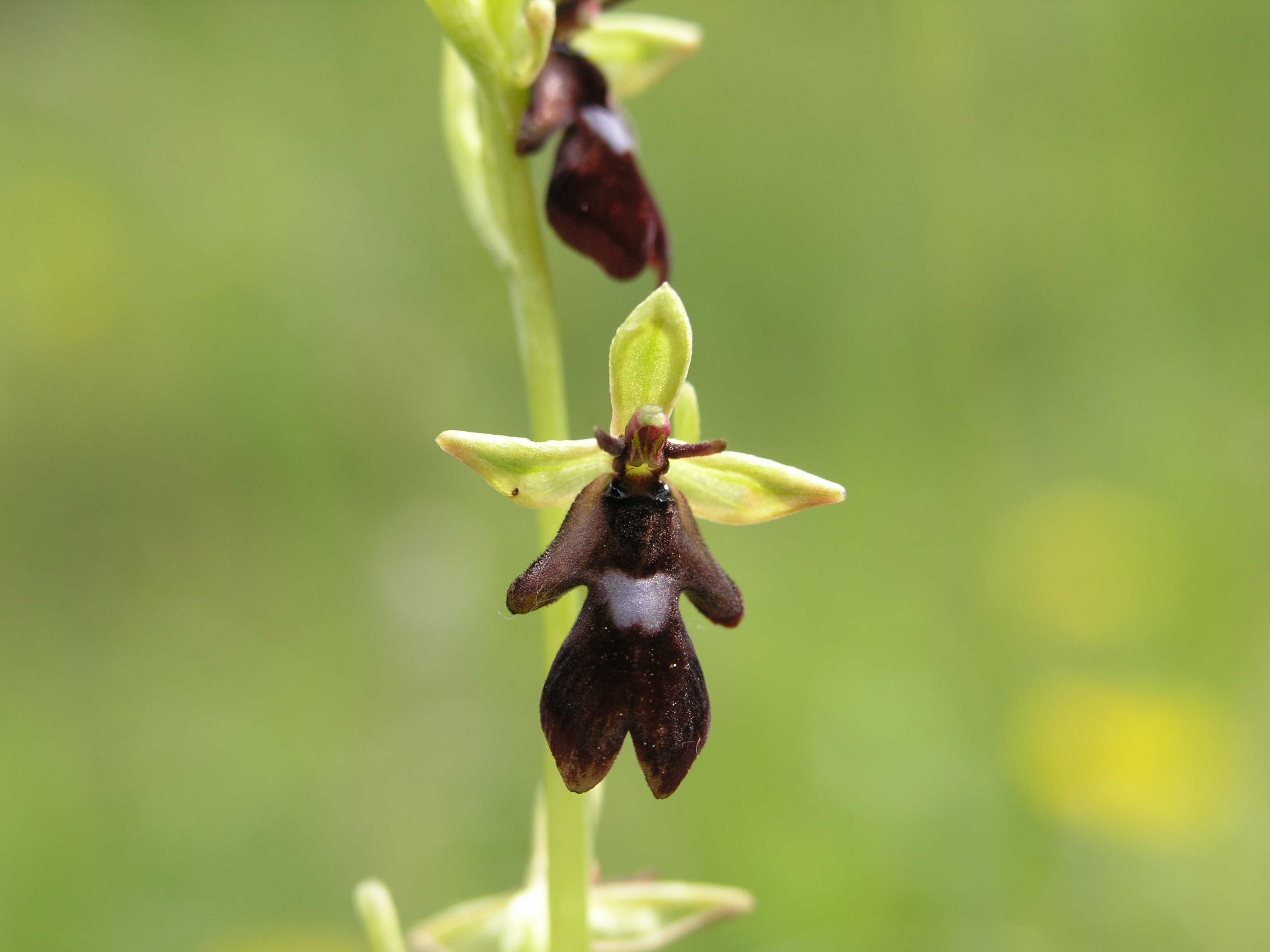
Vliegenorchis

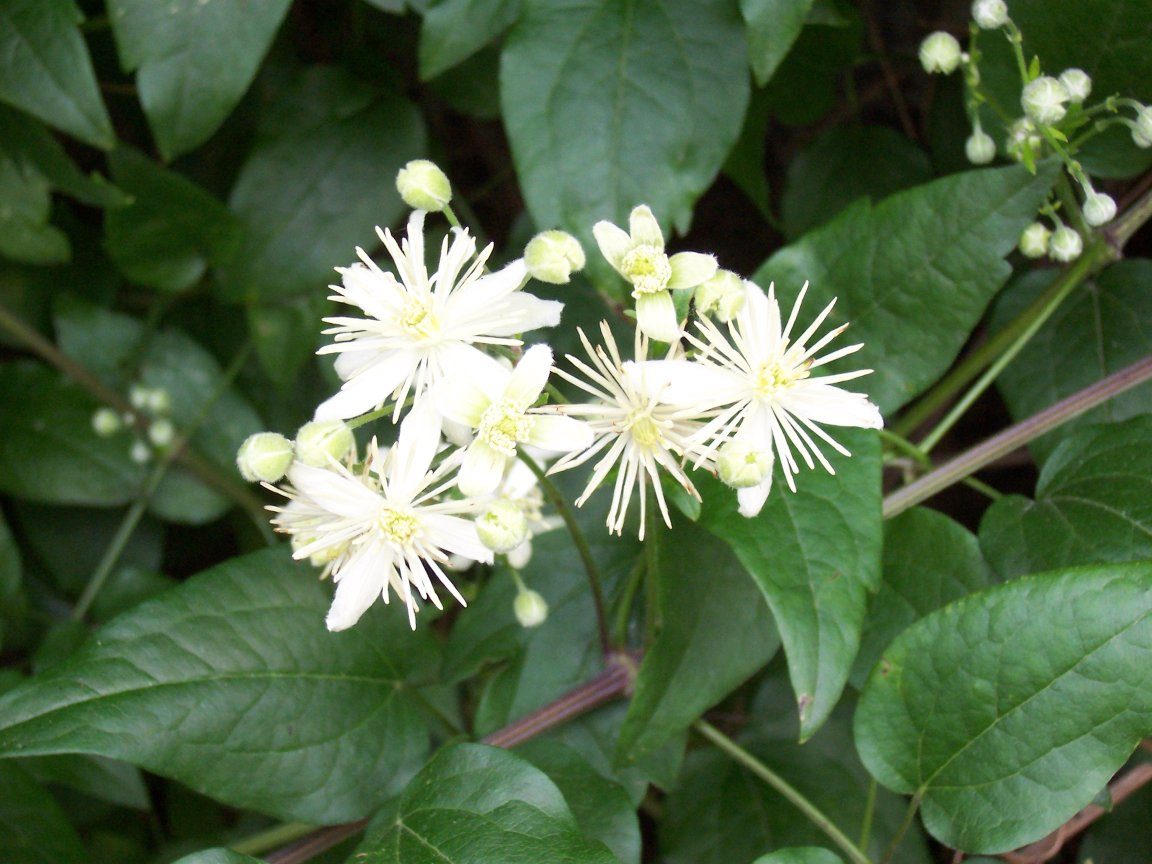
Bosrank

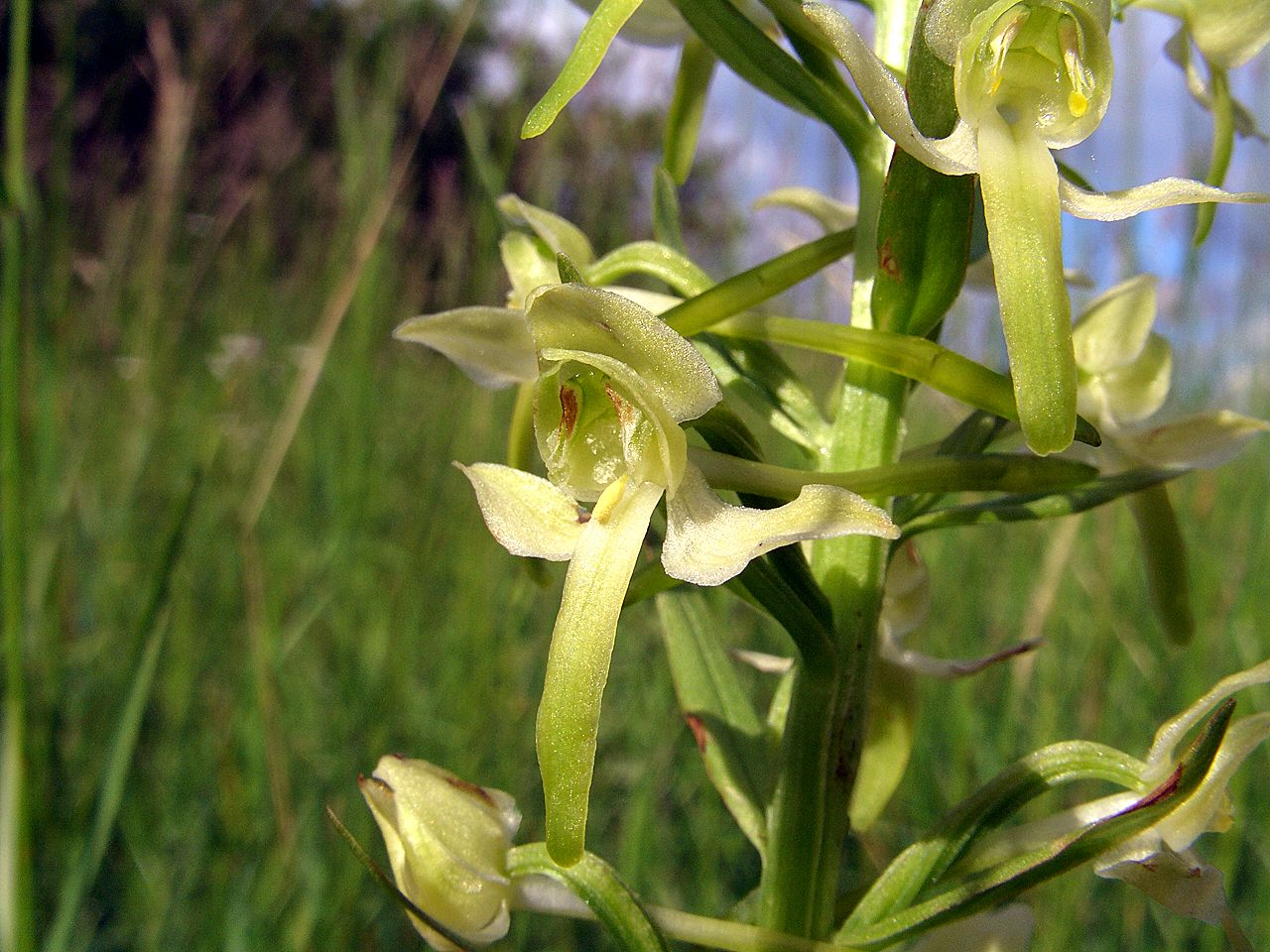
Bergnachtorchis

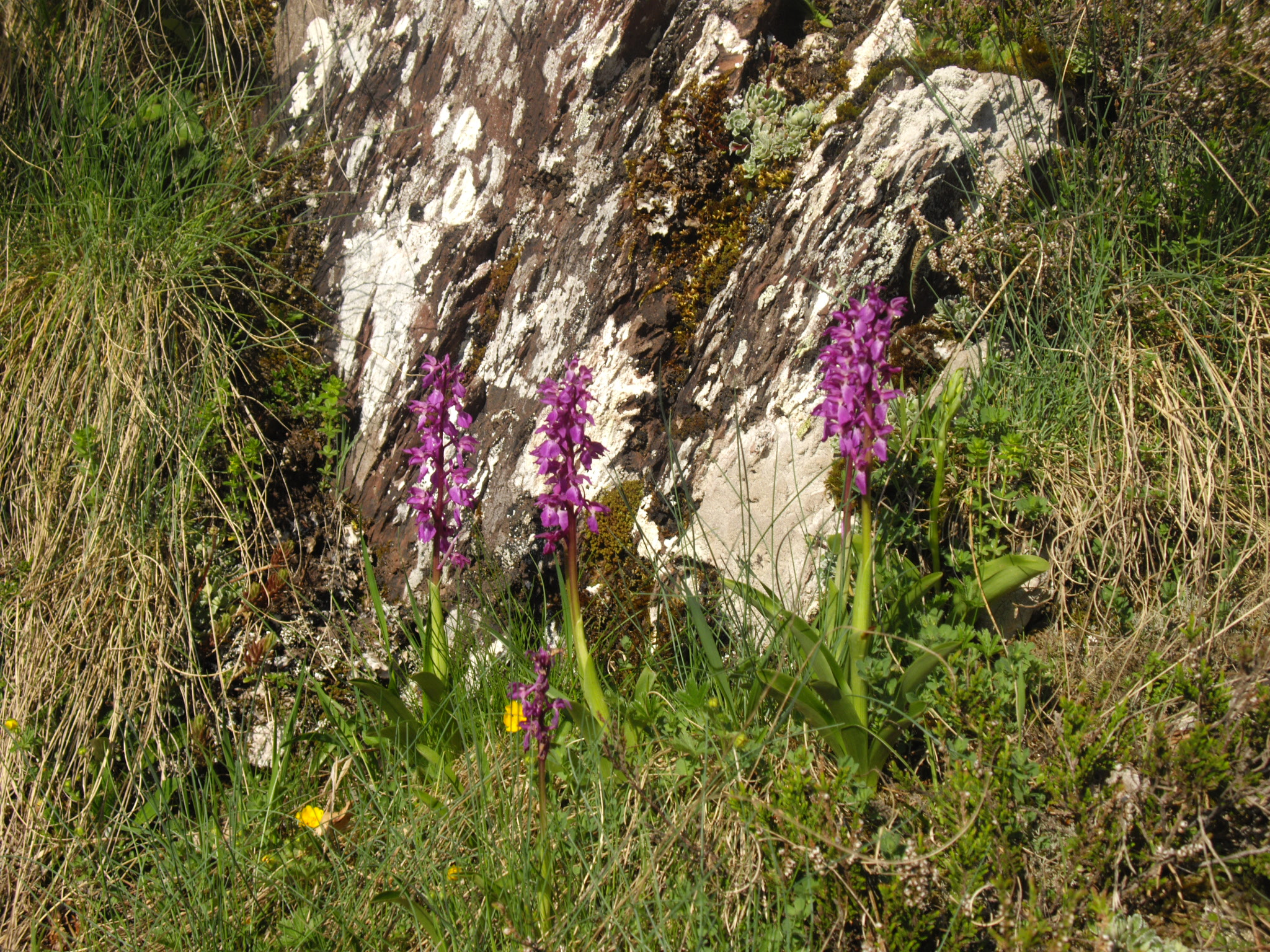
Mannetjesorchis

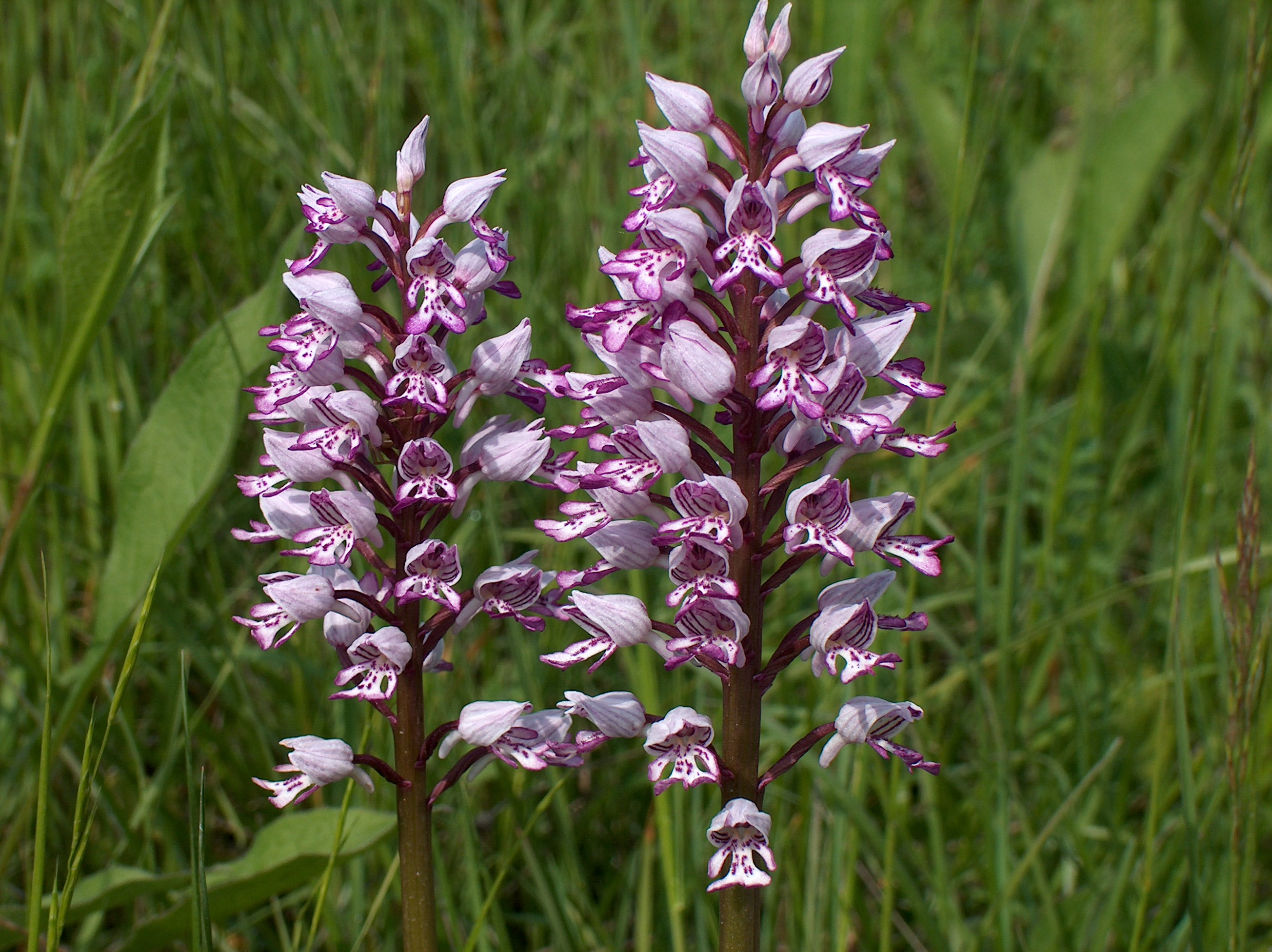
Soldaatje

De associatie van hazelaar en purperorchis wordt algemeen gekenmerkt door de aanwezigheid van de purperorchis. Specifiek voor Zuid-Limburg en de Voerstreek worden ook de bosroos, het ruig hertshooi, de vliegenorchis en het bleek bosvogeltje als kensoorten beschouwd. Verder komen er in dit soort vegetaties heel wat van de kensoorten van het hogerliggende verbond en van de klasse voor, met als meest voorkomende soorten in de struiklaag de rode kornoelje, eenstijlige meidoorn, wilde kardinaalsmuts, wilde liguster, zuurbes, hondsroos, sleedoorn en gewone vlier, en bij de lianen de bosrank, heggenrank en hop.
Andere struiken die frequent worden aangetroffen zijn de naamgevende hazelaar en de Gelderse roos.
In de boomlaag komen onder meer de gewone es, zomereik, gewone esdoorn, zoete kers en haagbeuk algemeen voor.
De associatie telt daarnaast heel wat bosplanten die in geen enkel ander type struweel worden aangetroffen en die daarom als differentiërende soorten worden beschouwd, zoals de klimop, de boskortsteel, de gevlekte aronskelk, het donkersporig bosviooltje, het geel nagelkruid en de eenbes. Ook zeldzaamheden als de bosboterbloem vinden we in dit struweel terug. Opvallend is de aanwezigheid van talrijke orchideeën; naast de al genoemde soorten kunnen ook nog de grote keverorchis, de bergnachtorchis, het soldaatje, de mannetjesorchis, het vogelnestje en de geelgroene wespenorchis in deze struwelen worden aangetroffen. Deze soorten komen ook voor in het eiken-haagbeukenbos met purperorchis, waaruit dit struweel meestal ontstaat.
In de onderstaande synoptische tabel staan de belangrijkste diagnostische taxa van de associatie van hazelaar en purperorchis voor Nederland en Vlaanderen.
Boomlaag
| Kentaxon | Diff.soort | Presentie | Triviale naam  | Botanische naam     | Opmerking |
| -------- | ---------- | --------- | -------------- | ------------------- | --------- |
|          |            | > 90%     | gewone es      | Fraxinus excelsior  |           |
|          |            | > 60%     | zomereik       | Quercus robur       |           |
|          |            | > 60%     | zoete kers     | Prunus avium        |           |
|          |            | > 50%     | gewone esdoorn | Acer pseudoplatanus |           |
|          |            | > 50%     | haagbeuk       | Carpinus betulus    |           |
|          |            | > 40%     | gladde iep     | Ulmus minor         |           |

Struiklaag
| Kentaxon | Diff.soort | Presentie | Triviale naam        | Botanische naam    | Opmerking |
| -------- | ---------- | --------- | -------------------- | ------------------ | --------- |
| kA       |            | > 30%     | bosroos              | Rosa arvensis      |           |
| kV       |            | > 50%     | wilde liguster       | Ligustrum vulgare  |           |
| kV       |            | > 20%     | zuurbes              | Berberis vulgaris  |           |
| kV       |            | < 10%     | egelantier           | Rosa rubiginosa    |           |
| kK       |            | 100%      | rode kornoelje       | Cornus sanguinea   |           |
| kK       |            | > 70%     | eenstijlige meidoorn | Crataegus monogyna |           |
| kK       |            | > 60%     | wilde kardinaalsmuts | Euonymus europaeus |           |
| kK       |            | > 50%     | hondsroos            | Rosa canina        |           |
| kK       |            | > 30%     | sleedoorn            | Prunus spinosa     |           |
| kK       |            | > 30%     | gewone vlier         | Sambucus nigra     |           |
| kK       |            | > 10%     | wegedoorn            | Rhamnus cathartica |           |
|          |            | > 90%     | hazelaar             | Corylus avellana   |           |
|          |            | > 40%     | Gelderse roos        | Viburnum opulus    |           |

Kruidlaag
| Kentaxon | Diff.soort | Presentie | Triviale naam            | Botanische naam                          | Opmerking               |
| -------- | ---------- | --------- | ------------------------ | ---------------------------------------- | ----------------------- |
| kA       |            | > 50%     | purperorchis             | Orchis purpurea                          |                         |
| kA       |            | > 20%     | ruig hertshooi           | Hypericum hirsutum                       |                         |
| kA       |            | > 20%     | bleek bosvogeltje        | Cephalanthera damasonium                 |                         |
| kA       |            | > 20%     | vliegenorchis            | Ophrys insectifera                       |                         |
| kK       |            | > 80%     | bosrank                  | Clematis vitalba                         |                         |
| kK       |            | > 50%     | heggenrank               | Bryonia dioica                           |                         |
| kK       |            | > 20%     | hop                      | Humulus lupulus                          |                         |
|          | dV         | > 90%     | klimop                   | Hedera helix                             | t.o.v. andere verbonden |
|          | dV         |           | boskortsteel             | Brachypodium sylvaticum                  | t.o.v. andere verbonden |
|          | dV         |           | gevlekte aronskelk       | Arum maculatum                           | t.o.v. andere verbonden |
|          | dV         |           | donkersporig bosviooltje | Viola reichenbachiana                    | t.o.v. andere verbonden |
|          | dV         |           | grote keverorchis        | Neottia ovata                            | t.o.v. andere verbonden |
|          | dV         |           | gewone salomonszegel     | Polygonatum multiflorum                  | t.o.v. andere verbonden |
|          | dV         |           | geel nagelkruid          | Geum urbanum                             | t.o.v. andere verbonden |
|          | dV         |           | slanke sleutelbloem      | Primula elatior                          | t.o.v. andere verbonden |
|          | dV         |           | boszegge                 | Carex sylvatica                          | t.o.v. andere verbonden |
|          | dV         |           | robertskruid             | Geranium robertianum                     | t.o.v. andere verbonden |
|          | dV         |           | christoffelkruid         | Actea spicata                            | t.o.v. andere verbonden |
|          | dV         |           | muskuskruid              | Adoxa moschatellina                      | t.o.v. andere verbonden |
|          | dV         |           | ruig klokje              | Campanula trachelium                     | t.o.v. andere verbonden |
|          | dV         |           | schaduwgras              | Poa nemoralis                            | t.o.v. andere verbonden |
|          | dV         |           | gele dovenetel           | Lamiastrum galeobdolon                   | t.o.v. andere verbonden |
|          | dV         |           | eenbes                   | Paris quadrifolia                        | t.o.v. andere verbonden |
|          | dV         |           | bosandoorn               | Stachys sylvatica                        | t.o.v. andere verbonden |
|          | dV         |           | aardbeiganzerik          | Potentilla sterilis                      | t.o.v. andere verbonden |
|          | dV         |           | bosvergeet-mij-nietje    | Myosotis sylvatica                       | t.o.v. andere verbonden |
|          | dV         |           | gewoon speenkruid        | Ficaria verna subsp. bulbilifer          | t.o.v. andere verbonden |
|          | dV         |           | heelkruid                | Sanicula europaea                        | t.o.v. andere verbonden |
|          | dV         |           | gulden boterbloem        | Ranunculus auricomus                     | t.o.v. andere verbonden |
|          | dV         |           | gulden sleutelbloem      | Primula veris                            | t.o.v. andere verbonden |
|          |            |           | bergnachtorchis          | Platanthera montana                      |                         |
|          |            |           | mannetjesorchis          | Orchis mascula                           |                         |
|          |            |           | soldaatje                | Orchis militaris                         |                         |
|          |            |           | vogelnestje              | Neottia nidus-avis                       |                         |
|          |            |           | geelgroene wespenorchis  | Epipactis muelleri                       |                         |
|          |            |           | bosboterbloem            | Ranunculus polyanthemos subsp. nemorosus |                         |

Moslaag
| Kentaxon | Diff.soort | Presentie | Triviale naam      | Botanische naam      | Opmerking               |
| -------- | ---------- | --------- | ------------------ | -------------------- | ----------------------- |
|          | dV         |           | geplooid snavelmos | Eurhynchium striatum | t.o.v. andere verbonden |

## Biologische Waarderingskaart
In de Biologische Waarderingskaart (BWK) van Vlaanderen en het Brussels Hoofdstedelijk Gewest is deze associatie opgenomen als 'struweel op kalkrijke bodem' (sk).
Dit vegetatietype staan alle gewaardeerd als 'Biologisch zeer waardevol'.

## Fotogalerij

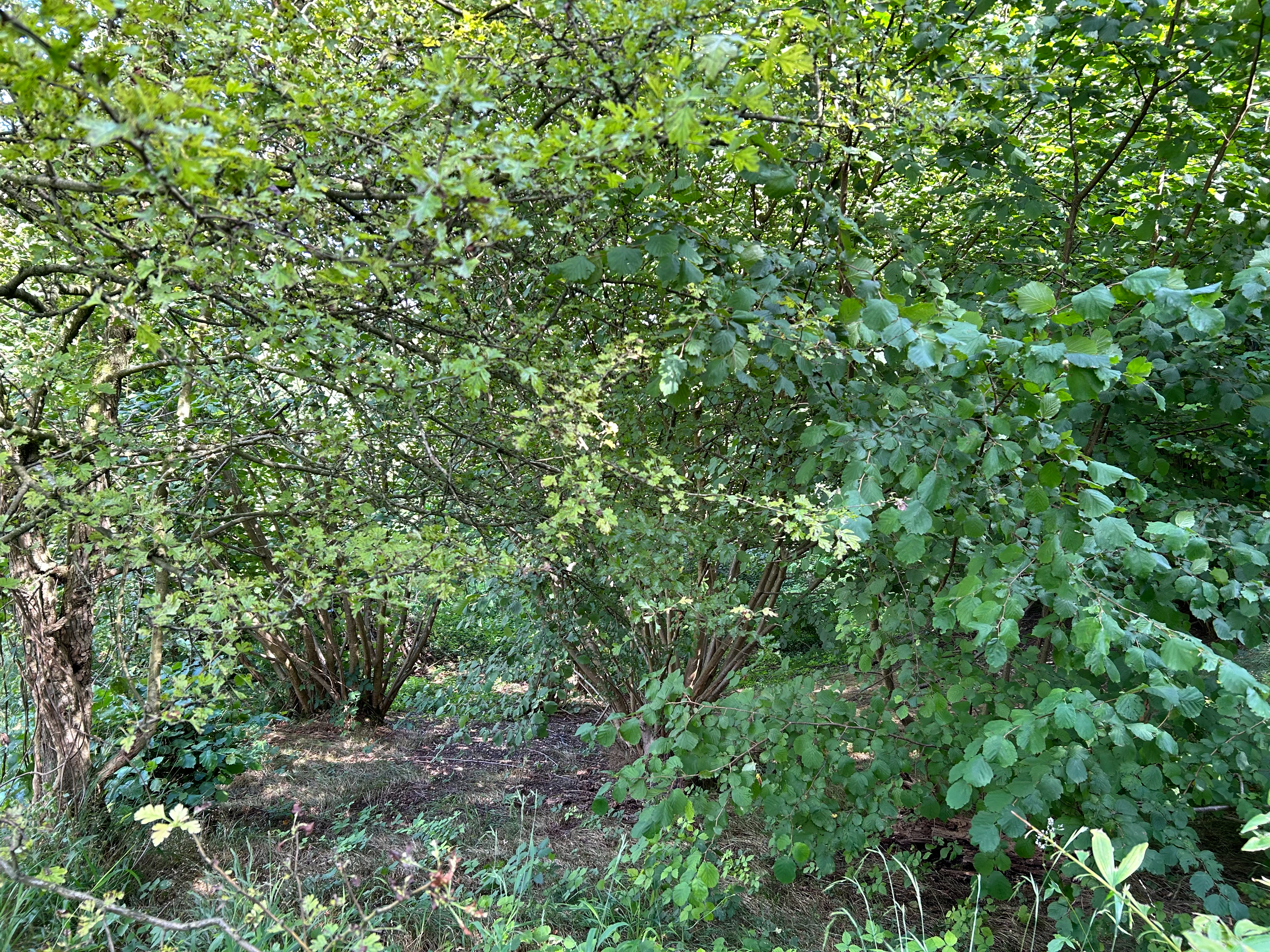
Een zomeraspect

Orde: Sleedoorn-orde (Prunetalia spinosae)

Verbond: Verbond van sleedoorn en bramen (Pruno-Rubion sprengelii)

Associaties:
Associatie van rode kornoelje en fraaie kambraam (Corno sanguineae-Rubetum vestiti)
 Associatie van sleedoorn en rode grondbraam (Pruno spinosae-Rubetum sprengelii) 
Associatie van egelantier en gedraaide koepelbraam (Roso rubiginosae-Rubetum affinis)

Verbond: Verbond van sleedoorn en meidoorn (Carpino-Prunion)

Associaties:
Associatie van sleedoorn en eenstijlige meidoorn (Pruno-Crataegetum)
 Associatie van hondsroos en jeneverbes (Roso-Juniperetum)

Verbond: Liguster-verbond (Berberidion vulgaris)

Associaties:
Associatie van wegedoorn en eenstijlige meidoorn (Rhamno-Crataegetum)
Associatie van rozen en liguster (Pruno spinosae-Ligustretum)
Associatie van hazelaar en purperorchis (Orchido-Cornetum)

Orde: Trosvlier-orde (Sambucetalia racemosae)

Verbond: Verbond van trosvlier en boswilg (Sambuco racemosae-Salicion capreae)

Associaties:
 Boswilg-associatie (Salicetum capreae)
Verbond: Verbond van wijfjesvaren en framboos (Athyrio filicis-feminae-Rubion idaei)

Associaties:
Associatie van schaduwkruiskruid en tere woudbraam (Senecioni ovati-Rubetum iuvenis)

Associatie van trosvlier en ruwe raspbraam (Sambuco racemosae-Rubetum rudis)
Associatie van sierlijke woudbraam (Rubetum pedemontani)